# عازف الكمان على السقف (فلم)
عازف الكمان على السقف (بالإنجليزية:Fiddler on the Roof) هو فيلم كوميدي دراما أمريكي من إنتاج واخراج نورمان جونسون. هو فيلم أمريكي موسيقي، أنتج سنة 1971م، يتناول الفلم الحياة الروسية في الريف، وخاصة حياة المسيحيين الأرثوذكس واليهود، بالإضافة إلى الحديث عن الحياة في إنجلترا وغيرها من البلدان الأوربية. يتحدث الفيلم عن قصة حياة طوفيا هحوليف Tevye بطل الفلم الذي لعب دوره الممثل الإسرائيلي «شايم توبول_ شايم توبول». ولقي الفيلم اقبال واسع وحماس شديد على المسارح، وعرض في العديد من البلدان. كما حاز على 3 جوائز اوسكار، واثنين من جوائز غولدن غلوب أو الكرة الذهبية (بالإنجليزية: Golden Globe Award) سنة 1971.

## الحبكة في الفيلم
بطل الفيلم يهودي فقير اسمه «طوفيا هحوليف_ Tevye» يسكن في بلدة صغيرة معظم سكانها من اليهود Anatevka ، ويعمل بائعا للحليب والجبن والزبدة حيث يدور في انحاء البلدة على عربة يجرها حصانه، ولهذا السبب سمي بـ«بائع الحلب/رجل الحليب (Milkman)»، لديه خمسة بنات وقد احتار في طريقة تزويجن وخاصة البنات الثلاث الكبار، الزواج التقليدي أو الزواج عن طريق الحب واختيارهن لشريك حياتهن بانفسهن.
المشكلة الأكبر هي الابنة الثالثة والتي لها محبة خاصة عند اباها وهي احبت رجلا مسيحيا وهنا رفض ابيها ان يزوجها لرجل مسيحي لان الديانة اليهودية تمنع ذلك، اصرت الابنة الثالثة على الزواج منه وبسبب اعتراض ابيها هربت من البيت لتتزوج به، مما ادى إلى غضب والدها وامر بعدم ذكر اسمها في البيت.
انتهت حياة عائلة طوفيا في مدينة انتفكا عند الامر بترحيل اليهود الذي اجبر كل اليهود على بيع ممتلكاتهم بابخس الاثمان ومغادرة بيوتهم والرحيل إلى الولايات المتحدة وأوروبا، عائلة طوفيا رحلت إلى الولايات المتحدة.
هذا الفيلم يعكس ما حدث في اواخر القرن التاسع عشر في روسيا، عندما اجبر كل اليهود على بيع وترك بيوتهم في روسيا. في قصة هذا الفيلم هناك اتجاهات بارزة في تلك الفترة مثل العلمنة والاشتراكية والحداثة.

## إنتاج الفيلم
تم تصوير الفيلم في يوغوسلافيا في قرية «لاكنيك» كما وهي معروفة اليوم باسم «كرواتيا»، قبل إنتاج الفيلم قام المخرج «نورمان جونسون» بزيارة إلى دولة إسرائيل وقابل بعض اليهود من حركة الحاسديم لكي يتعلم منهم ي
ما قام الملحن اليهودي «ايسيك شاطران» بتلحين بعض المقاطع الموسيقية في الفيلم.

## الجوائز
حاز الفيلم على ثلاث جوائز اوسكار

## وصلات خارجية
- مقالات تستعمل روابط فنية بلا صلة مع ويكي بيانات